# Thepchaiya Un-Nooh
Thepchaiya Un-Nooh (thailändisch เทพไชยา อุ่นหนู; * 18. April 1985 in der Provinz Nakhon Nayok, Zentral-Thailand) ist ein thailändischer Snookerspieler. Seinen größten sportlichen Erfolg feierte er mit dem Gewinn des Snooker Shoot-Out 2019 in Watford.

## Karriere

### Qualifikation für die Main Tour
Mit dem Gewinn der IBSF-Snookerweltmeisterschaft 2008 konnte sich Thepchaiya erstmals für die Main Tour qualifizieren. Zuvor nahm er noch an den letzten beiden Turnieren der PIOS (eine Turnierserie für Amateure) teil. Eines der beiden Turniere konnte er sogar gewinnen (u. a. mit Siegen über Ben Woollaston und Alfie Burden), sodass er am Ende der PIOS-Saison sogar den 24. von 127. Plätzen belegte, obwohl er nur an zwei von acht Turnieren teilnahm.
Während seiner Debütsaison auf der Main Tour konnte er nicht genug Punkte sammeln, um seinen Profistatus zu halten. Sein bestes Ergebnis war das Erreichen der Runde der Letzten 48 bei der UK Championship 2009.

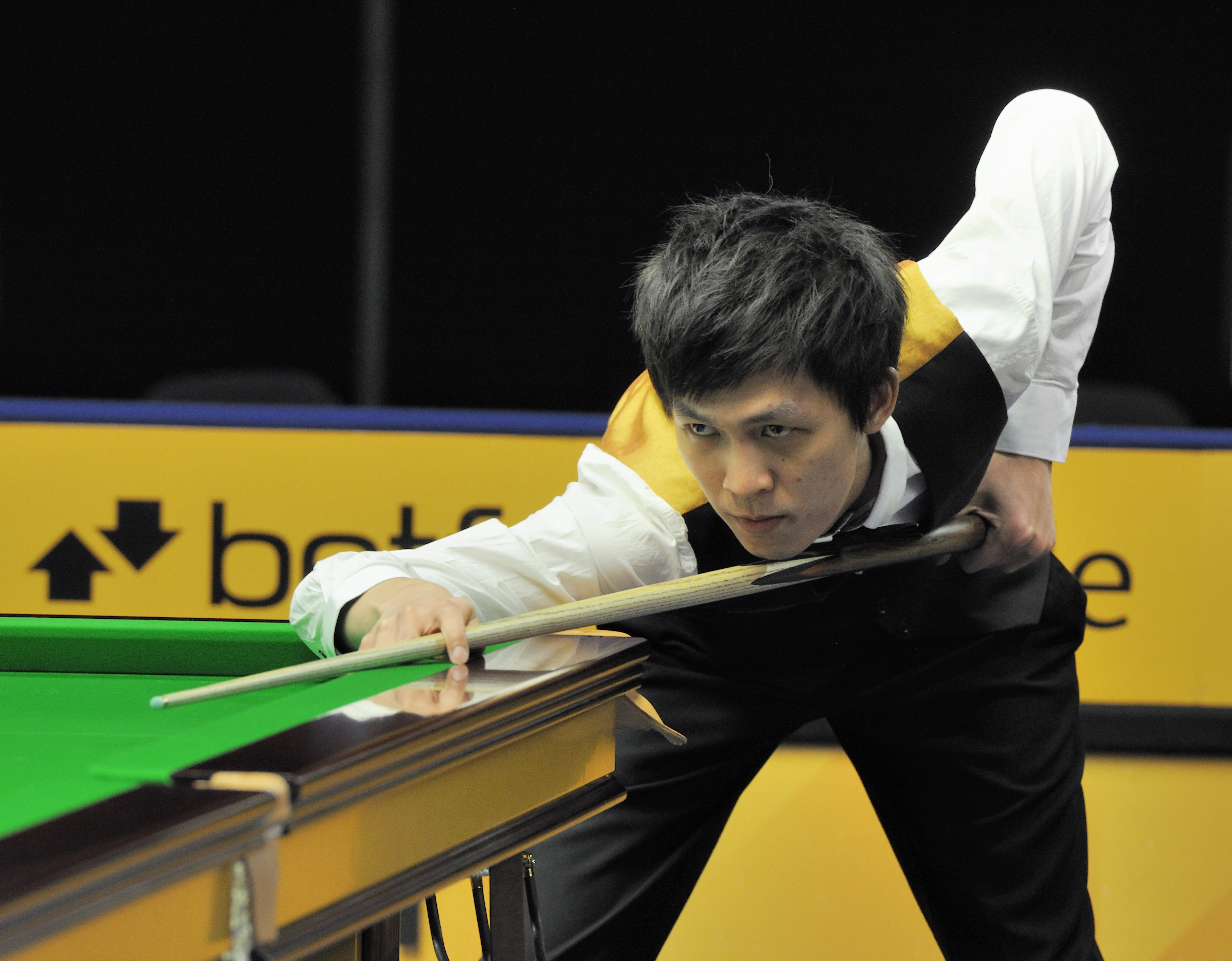
Thepchaiya Un-Nooh beim German Masters 2013

In der Saison 2010/11 nahm er – nun wieder als Amateur – lediglich an den World Open 2010 und an einem der zwölf PTC-Turniere teil. Zum Ende versuchte er sich über die neu eingeführten Q-School-Turniere für die kommende Profisaison zu qualifizieren. Er scheiterte jedoch in allen drei Anläufen spätestens im Viertelfinale (gegen Zhang Anda, David Gilbert bzw. Michael Leslie).
Zur Saison 2012/13 erhielt Thepchaiya dank einer der vier asiatischen Wildcards für die Main Tour erneut den Status eines Profispielers. Im September 2012 nahm die WPBSA Ermittlungen auf, weil es bei der Partie beim dritten UK-PTC Event zwischen ihm und Steve Davis zu auffälligen Wettmustern kam. Es wurden jedoch keine Anhaltspunkte gefunden, dass einer der Spieler in irgendeiner Weise dafür verantwortlich war.

### Spielzeiten 2013/14 und 2014/15
Für eine Überraschung sorgte Thepchaiya beim Paul Hunter Classic 2013, als er Neil Robertson dort mit 4:0 besiegte. Bei der Qualifikation zum German Masters 2014 bezwang er Ronnie O’Sullivan mit 5:4, schied in der nächsten Runde jedoch mit 0:5 gegen Jack Lisowski aus. Beim Haikou World Open 2014 zog Thepchaiya erstmals ins Achtelfinale eines Weltranglistenturniers ein. In der Partie gegen Graeme Dott verpasste er die Chance auf ein Maximum Break, als er beim Spiel auf die Farben Pink verschoss; er verlor das Match mit 2:5.
Bei den Xuzhou Open 2015 erreichte Thepchaiya durch einen 4:1-Sieg über Mark Williams erstmals das Finale eines Profiturniers. Dort musste er sich Joe Perry mit 1:4 geschlagen geben. Kurz darauf gelang ihm bei den Indian Open erneut der Sprung ins Halbfinale, wo er Ricky Walden nach einer 3:0-Führung mit 3:4 unterlag. Zuvor hatte er sich unter anderem gegen Titelverteidiger Ding Junhui, Luca Brecel und Mark Davis durchgesetzt.

### Saison 2015/16

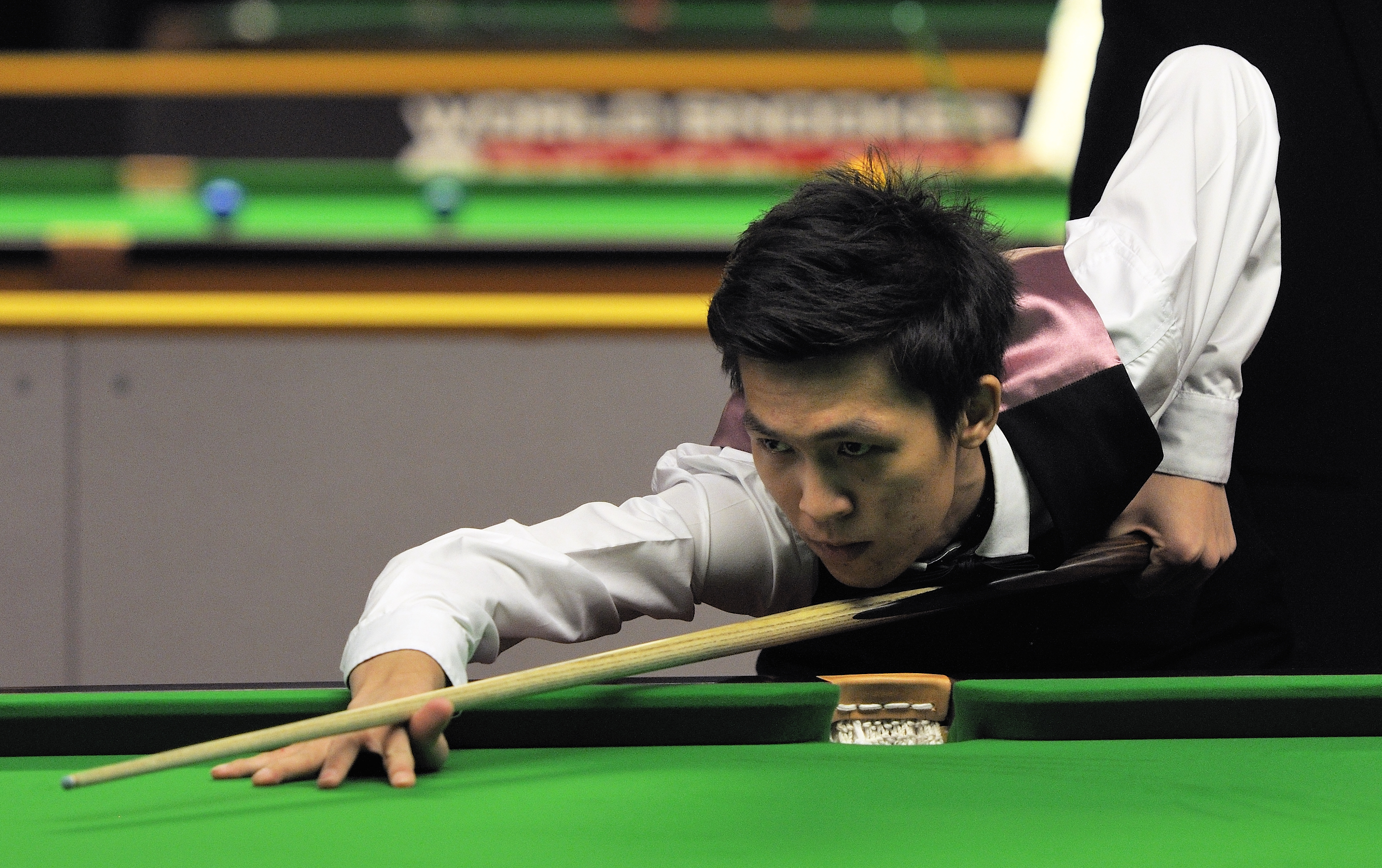
Thepchaiya beim German Masters 2014

Im September 2015 gewann Thepchaiya durch einen 8:2-Sieg im Finale gegen Liang Wenbo als erster nicht-britischer Spieler die 6-Red World Championship. Er bezwang dabei die Topspieler Judd Trump, Marco Fu und den damaligen Weltmeister Stuart Bingham. 
Bei den Haining Open erreichte er das Viertelfinale, wo er Jimmy Robertson knapp mit 3:4 unterlag. Eine Woche später zog er bei der International Championship sogar ins Halbfinale ein, nachdem er fünf Decider in Folge gewonnen hatte, unter anderem gegen Mark Williams und Mark Allen. Im Halbfinale musste er sich David Gilbert mit 5:9 geschlagen geben.
Bei der UK Championship gelang ihm eine Serie von 140 Punkten; er verschoss die letzte Schwarze auf dem Weg zu seinem ersten Maximum Break. Anschließend unterlag er Neil Robertson mit 2:6. Beim World Grand Prix gelang ihm nach Siegen über Mark Allen und Marco Fu erneut der Einzug ins Viertelfinale, wo er Ding Junhui im Decider unterlag (3:4). Bei der Qualifikation zur Weltmeisterschaft gegen Anthony McGill verschoss er erneut die letzte Schwarze für ein Maximum und schied mit 7:10 aus. Thepchaiya beendete die Saison mit seiner bislang besten Platzierung in der Weltrangliste auf Platz 33.

### Saison 2016/17
Thepchaiya verpasste knapp die Qualifikation zum Riga Masters, wo er John Higgins mit 3:4 unterlag. Beim World Open sorgte er mit Siegen über den amtierenden Weltmeister Mark Selby wie auch über Alan McManus und Indian-Open-Sieger Anthony McGill für die größte Überraschung des Turniers. Am 27. August 2016 gelang ihm, nachdem er in der Vorsaison zweimal knapp gescheitert war, beim Paul Hunter Classic sein erstes Maximum Break.

### Saison 2018/19
Thepchaiya, der dafür bekannt ist, einer der schnellsten Spieler im Profisnooker zu sein, gewann 2019 das Snooker Shoot-Out in Watford. Bei dem Sonderformat haben die Spieler nur 15 bzw. 10 Sekunden pro Stoß und der Thailänder war in der Saison der einzige, der eine durchschnittliche Stoßzeit von unter 17 Sekunden bei den Profiturnieren hatte. Im Finale besiegte er Michael Holt durch ein Break von 74 Punkten. Bereits im Halbfinale hatte er mit einem 139er-Break einen Rekord bei den Profi-Shoot-Out-Turnieren aufgestellt. Der Titelgewinn bedeutete mit 33 Jahren seinen ersten Sieg bei einem Weltranglistenturnier.

### WM 2020
Bei der Snookerweltmeisterschaft verlor er sein Erstrundenmatch gegen Ronnie O’Sullivan mit 10:1. Es war das schnellste WM-Spiel aller Zeiten (108 Minuten). Der bisherigen Rekord hielt Shaun Murphy mit 149 Minuten.
Am 14. August 2021 gelang ihm in einer Trainings-Session ein 155-Break, das höchste mögliche Break im Snooker. Da dieser Frame von einer Überwachungskamera aufgezeichnet wurde, ist Un-Nooh der erste Spieler, dessen 155-Break auf Video festgehalten wurde. Wenige Wochen später spielte er in der Qualifikation des German Masters 2022 sein drittes Maximum Break.

## Erfolge
| IBSF Snookerweltmeisterschaft: | 2008 |
| 6-Red World Championship:      | 2015 |
| Snooker Shoot-Out:             | 2019 |